# Parthenolecanium pruinosum
Parthenolecanium pruinosum är en insektsart som först beskrevs av Daniel William Coquillett 1891.  Parthenolecanium pruinosum ingår i släktet Parthenolecanium och familjen skålsköldlöss. Inga underarter finns listade i Catalogue of Life.